# Jay Carty
Jay J. Carty jr. (West Plains, 4 luglio 1941 – Santa Barbara, 4 maggio 2017) è stato un cestista statunitense, professionista nella NBA.

## Carriera
Venne selezionato dai St. Louis Hawks al sesto giro del Draft NBA 1962 (46ª scelta assoluta).